# Арнольд фон Винкельрид

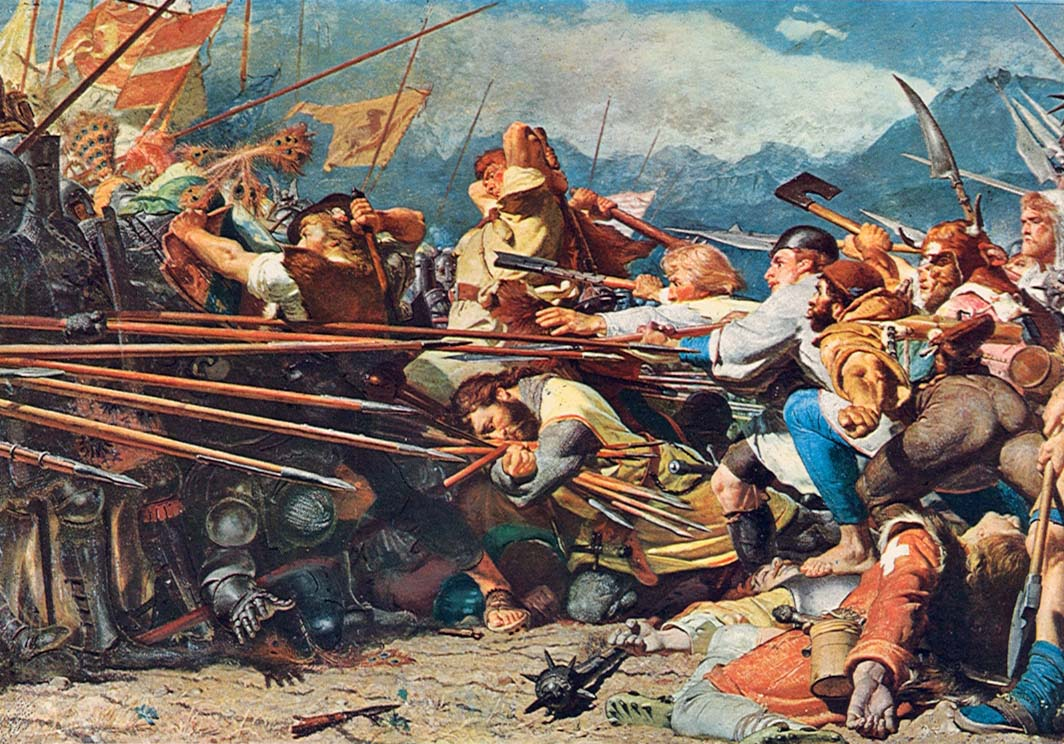
К. Гроб. Смерть Арнольда фон Винкельрида в битве при Земпахе в 1386 году

Арнольд фон Винкельрид или Эрни Винкельрид (нем. Arnold von Winkelried; ? — 9 июля 1386, Земпах) — легендарный швейцарский народный герой, борец за независимость от Габсбургов, участник битвы при Земпахе. Для швейцарцев Арнольд фон Винкельрид стал воплощением самопожертвования во имя спасения родины.

## Исторический прототип
Винкельрид считается уроженцем кантона Унтервальден. Согласно легенде, в ходе битвы под Земпахом он принял на себя удар вражеских копий, чем обеспечил победу швейцарского войска над герцогом Леопольдом Австрийским.
Историчность этого образа давно подвергается сомнению со стороны историков. Так, Х. Г. Дельбрюк в своей «Истории военного искусства» пишет:

«Арнольд Винкельрид из Унтервальдена был в начале XVI в. знаменитым швейцарским предводителем наемников. Он пал в сражении при Бикокке в 1522 г. при попытке проникнуть в ощетинившуюся пиками баталию ландскнехтов; к тому времени ландскнехты усвоили этот швейцарский способ сражения.
Сражение при Бикокке было первым тяжелым и полным поражением швейцарцев, где они потеряли больше, чем приобрели во всех прежних победах; песни ландскнехтов полны насмешек по поводу этого позора. При этом сплетались и перепутывались различные сражения.

Можно ясно проследить постепенный рост сказания. Более старые рассказы в течение 90 лет не содержали в себе ни малейшего упоминания ни подвига Винкельрида, ни имени, ни какого бы то ни было подобного события и не могут заключать ничего подобного, так как обстоятельства не давали никаких для этого оснований. В список одной старой Цюрихской хроники, изготовленный в 1476 г., впервые вставлен рассказ о том, что, когда при Земпахе дело приняло скверный оборот и рыцари своими пиками начали закалывать швейцарцев с их короткими алебардами, некий «верный человек» схватил много пик и пригнул к земле так, что союзники смогли их порубить своими алебардами; в то же время этот преданный человек призывал их следовать за собой. В этом рассказе героя еще не называют по имени и не сообщают, что и сам он пал. Земпахская боевая песня, уже распространенная в ту пору (сохранилась в хронике Русса, 1480 г.), еще ничего не знает об этом эпизоде. Только 50 годами позже (1531 г.) появляется боевая песня, наверняка неоднократно измененная и переработанная, содержащая строфы о Винкельриде. Это произошло через 9 лет после Бикоккского сражения.»